# Powiat mielecki (Galicja)
Powiat mielecki – dawny powiat kraju koronnego Królestwo Galicji i Lodomerii, istniejący w latach 1867–1918.
Siedzibą c.k. starostwa był Mielec. Powierzchnia powiatu w 1879 roku wynosiła 8,3788 mil kw. (482,12 km²), a ludność 62 909 osób. Powiat liczył 98 osad, zorganizowanych w 100 gmin katastralnych.
Na terenie powiatu działały 2 sądy powiatowe – w Mielcu i Radomyślu.

## Starostowie powiatu
- Jan Kasparek (1871)
- Eugeniusz Beneszek
- Roman Zdankiewicz (1878–1884)[1][2]
- Julian Pokiński (1890)
- Kazimierz Grabowski (kierownik)[3]

## Komisarze rządowi
- Nikodem Gojski (1871)
- Leopold Heindrich (1879–1882)
- Paweł Derenowski (1890)